# José Omar Pastoriza
José Omar Pastoriza (23 de maig de 1942 - 2 d'agost de 2004) fou un futbolista argentí.

## Selecció de l'Argentina
Va formar part de l'equip argentí a la Copa del Món de 1966.